# Крістіно де Вера
Крістіно де Вера Рейес (нар. 1931, Санта-Крус-де-Тенерифе, Іспанія) — іспанський художник, лауреат Національної премії пластичних мистецтв у 1998 році та Премії Канарських островів в галузі образотворчого мистецтва та інтерпретації в 2005 році.

## Біографія

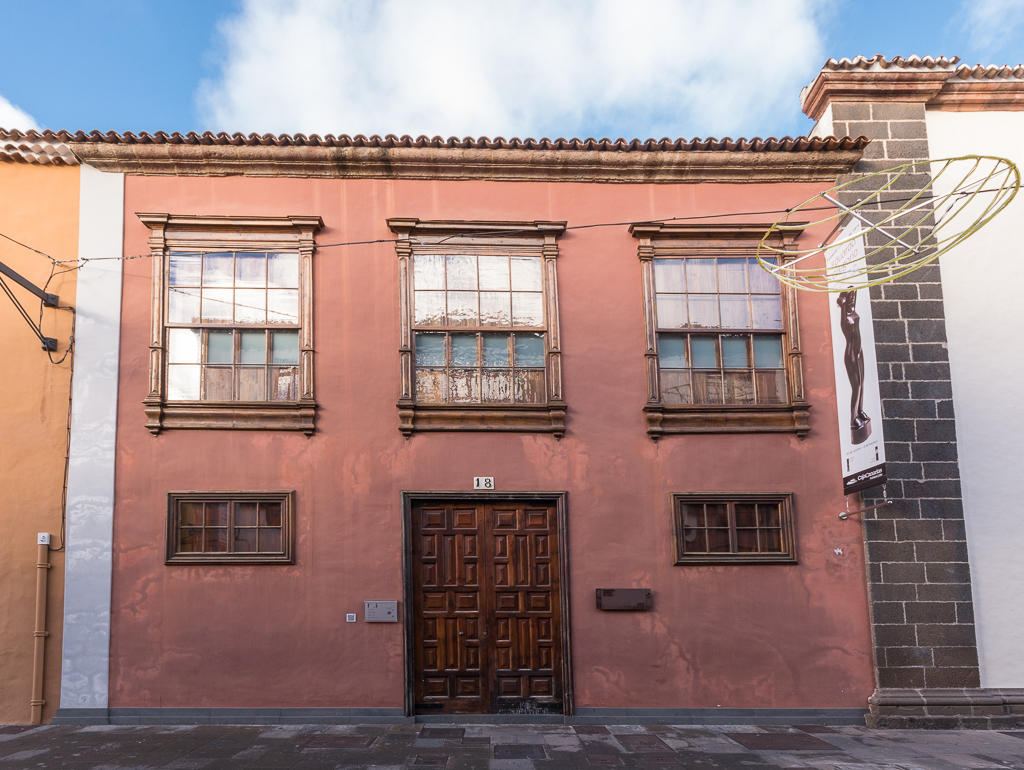
Фундація Крiстіно де Вера.

В 1946 році вступив до Школи мистецтв та ремесел в своєму рідному місті Санта-Крус-де-Тенерифе. У 1951 році переїхав до Мадриду, де розпочав навчання у майстерні Даніеля Васкеса Діаса та почав відвідувати Королівську академію витончених мистецтв Сан-Фернандо.
У 1952 році Крістіно де Вера вперше взяв участь в колективній виставці в Галереї Ксагра (ісп. Galería Xagra) в Мадриді, а вже в 1954 році в Галереї Естіло (ісп. Galería Estilo) в Мадриді проходить його перша персональна виставка.
У 1960 отримав стипендію від Фонду Хуана Марча (ісп. Fundación Juan March) на подорож Європою, а саме, щоб продовжити своє навчання в таких країнах як Франція, Італія, Бельгія та Голландія.
Крістіно де Вера — активний учасник багатьох національних та міжнародних виставках.
23 липня 2009 року в Ла-Лагуна, Тенерифе, було відкрито фундацію «Крістіно де Вера».

## Видатні твори
Найвідомішими картинами художника є «Череп і Толедо», «Фігури та натюрморт», «Стіл і дві чашки».

## Премії
- Золота медаль уряду Канарських островів (1996)
- Національна премія мистецтв (1998)
- Премія мистецтв Канарських островів (2005)